# 투명한 데이터 암호화
투명한 데이터 암호화(Transparent data encryption, TDE)는 마이크로소프트, IBM, 오라클이 데이터베이스 파일을 암호화하기 위해 적용하는 기술이다. TDE는 파일 레벨로 암호화를 제공한다. TDE는 휴지 상태의 데이터 보호의 문제를 해결하며, 하드 드라이브와, 궁극적으로는 백업 미디어에서 데이터베이스를 암호화한다. 전송 중인 데이터나 사용 중인 데이터를 보호하지는 않는다. 기업들은 일반적으로 휴지 상태의 데이터 보호를 요구하는 PCI DSS 등의 컴플라이언스 문제의 해결을 위해 TDE를 사용한다.

## 같이 보기
- 디스크 암호화
- 암호화